# Grallator
Grallator (лат.) — ихнород, основанный на множестве небольших трёхпалых следов, оставленных разными тероподовыми динозаврами. Следы Grallator были обнаружены в разных формациях, датированных от верхнего триаса до нижнего мела. Их находят в США, Канаде, Европе, Австралии и Китае, но чаще всего — на восточном побережье Северной Америки, особенно в отложениях триаса и нижней юры, образованиях северной части Супергруппы Ньюарк (Newark Supergroup). Название «Grallator» переводится как «длинноногий», хотя фактическая длина и форма ног, различные у разных видов, обычно неизвестны. Термин «Grallae» — это древнее название группы длинноногих болотных птиц, таких как аисты и цапли. В 1858 году их первооткрыватель, Эдвард Хичкок, дал роду это название.

## Следы из Супергруппы Ньюарк

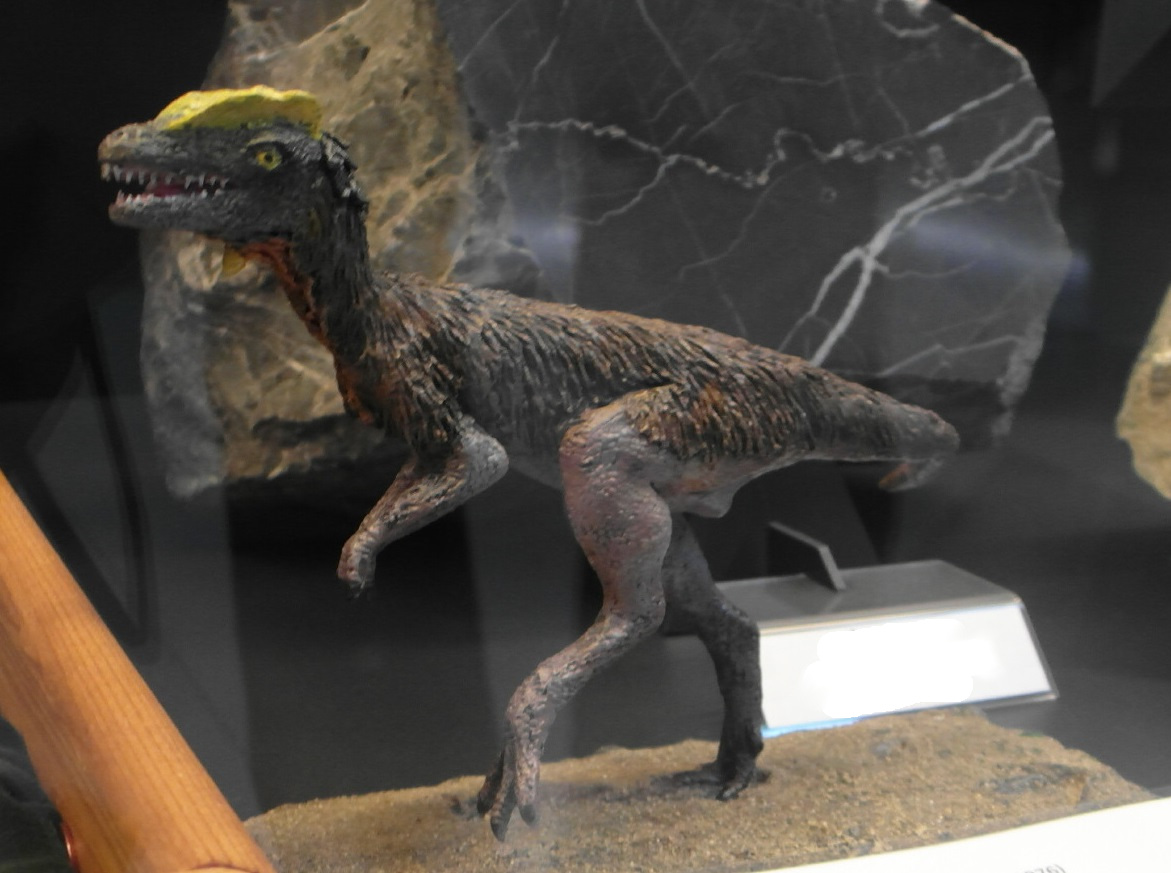
Модель динозавра, оставившего след Grallator cursorius

Самые известные следы, относящиеся к этому роду, встречаются на восточном побережье Северной Америки, обычно в Супергруппе Ньюарк позднего триаса — ранней юры. Эти следы были оставлены неизвестным, примитивным динозавром, похожим на целофизиса. В Супергруппе Ньюарк следы показывают отпечатки II, III и IV пальцев. Два крайних пальца, были, возможно, слишком короткими и не касались земли во время ходьбы или бега. Несмотря на отсутствие какого-либо предназначения, эти пальцы сохранились у динозавров. Они известны по редким экземплярам, сохранившим следы всех пяти пальцев. Пальцы II, III и IV соответствуют фалангам 3, 4 и 5. Пальцевая фаланга Grallator ?-3-4-5-?.
Следы из Супергруппы Ньюарк были сделаны двуногим ящеротазовым динозавром, однако они могут быть ошибочно приняты за следы ихнорода Atreipus из позднего триаса. Atreipus был четвероногим птицетазовым динозавром. Причиной этого сходства является отсутствие расхождения в эволюции ног двух отдельных групп динозавров: птицетазовых и ящеротазовых.

## Синонимы

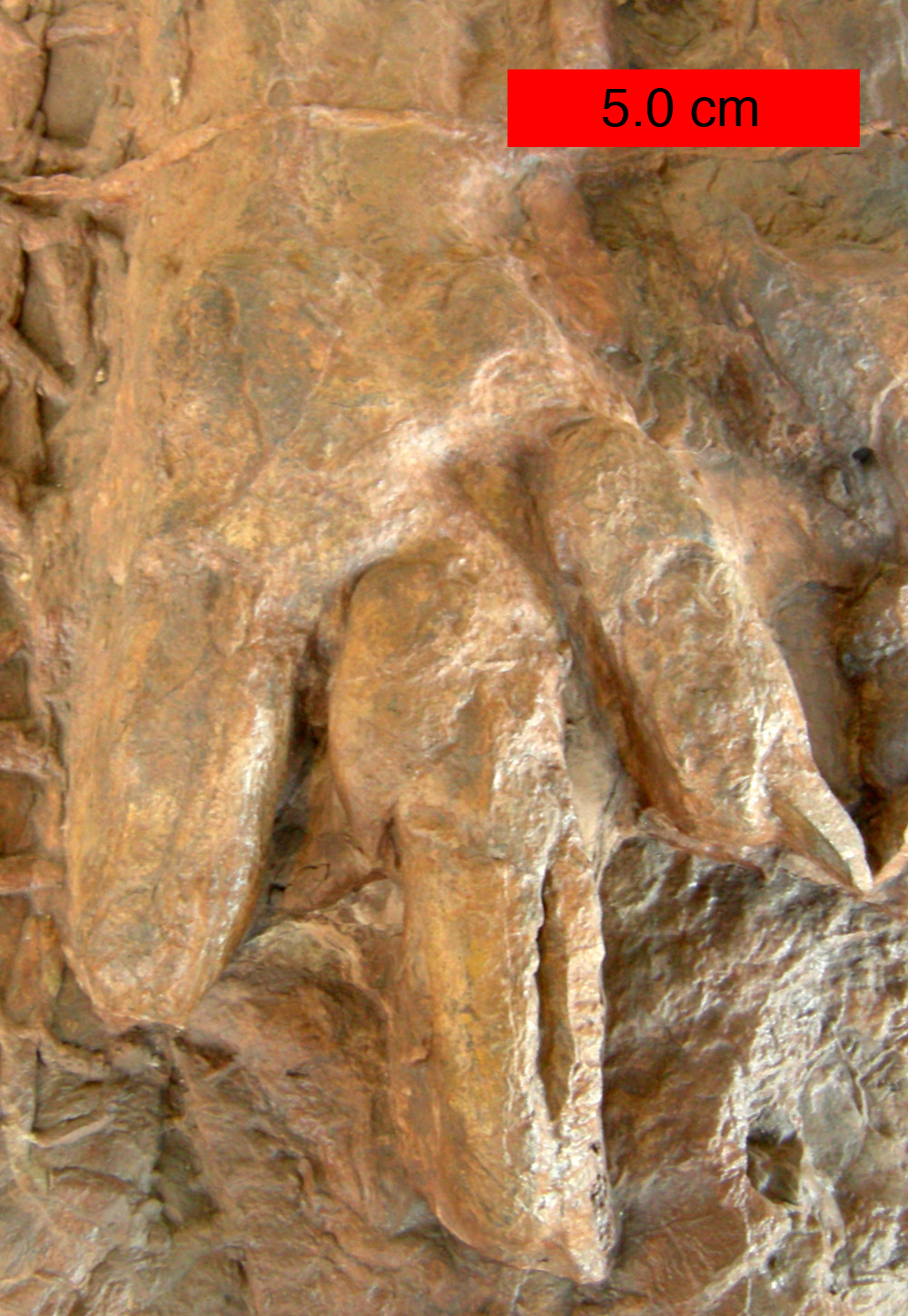
Eubrontes (= Grallator) нижней Юры, формации Moenave в Музее Динозавров Фермы Джонсон, на юго-западе Юты

Jialingpus — это синонимичный ихнород, основанный на трёхпалых отпечатках неизвестного вида теропода. Этот след впервые идентифицировал С. Чжень в 1989 году. Название ихновида J. yuechiensis происходит от места нахождения — реки Цзялин, уезд Юэчи провинции Сычуань.
Все известные синонимы:
- Abelichnus
- Aetonychops
- Apatichnus
- Bressanichnus
- Byakudansauripus
- Columbosauripus
- Changpeipus
- Coelurosaurichnus Huene, 1941
- Defferrariichium
- Dilophosauripus
- Dinosaurichnium
- Eubrontes
- Gigantipus
- Hyphepus
- Irenesauripus
- Itsukisauropus
- Jeholosauripus Yabe, Inai, & Shikama, 1940
- Jialingpus
- Kainotrisauropous
- Kayentapus
- Kleitotrisauropus
- Komlosaurus
- Kuwajimasauropus
- Masitisauropus
- Megalosauropus
- Megatrisauropus
- Neotrisauropus
- Otouphepus
- Paracoelurosaurichnus
- Picunichnus
- Plastisauropus
- Platytrisauropus
- Prototrisauropus
- Qemetrisauropus
- Saltopoides
- Sauropous
- Schizograllator
- Skartopus
- Stenonyx
- Talmontopus
- Youngichnus
- Zhengichnus

## Виды[5]
- Subgenus G. (Coelurosaurichnus)
  - G. (C.) palmipes

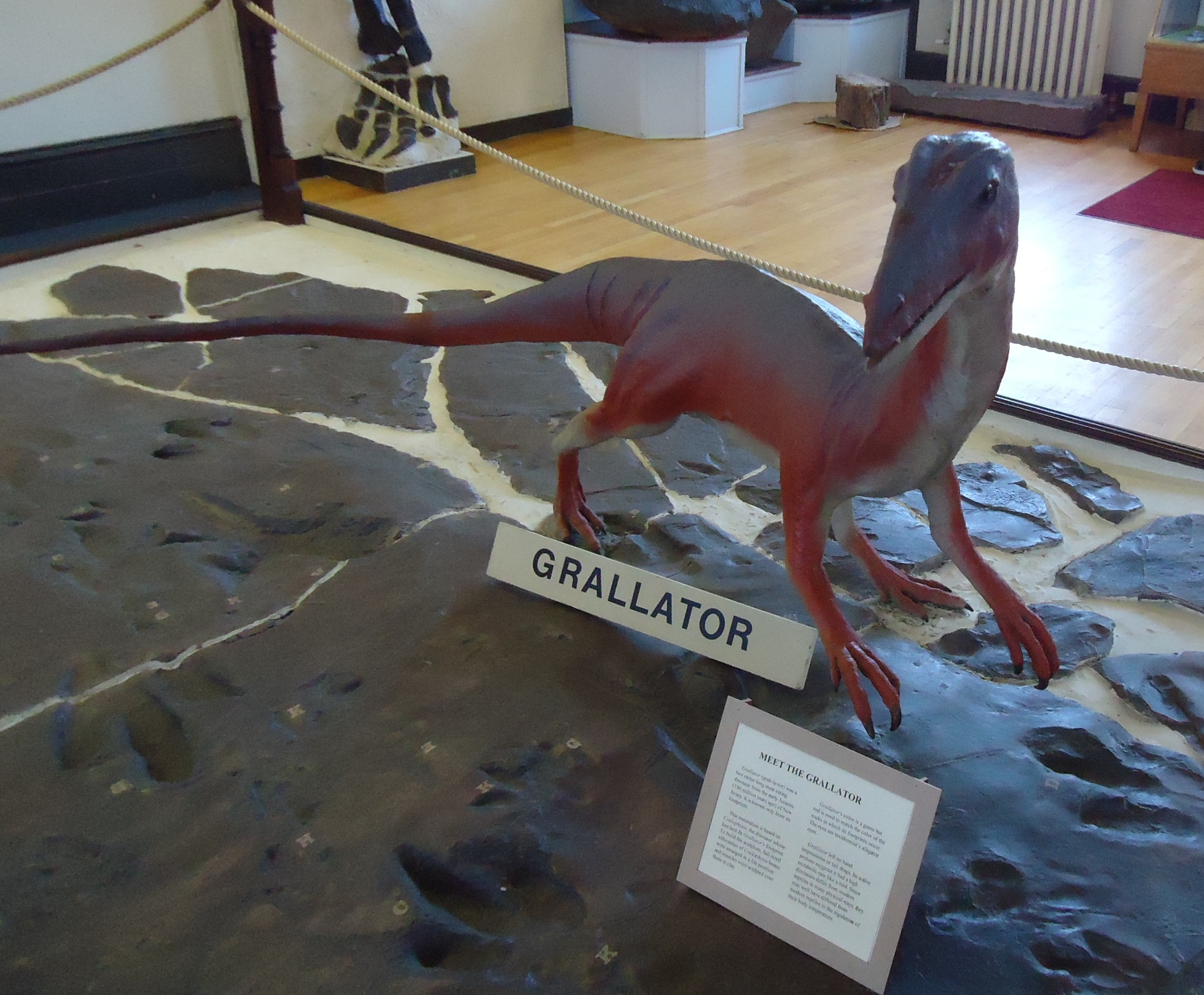
Модель Grallator

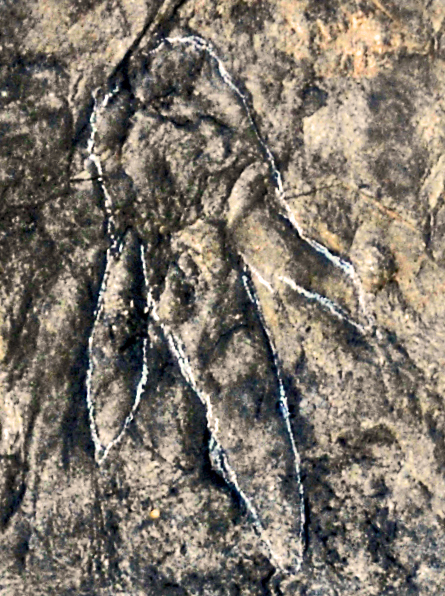
G. toscanus из Монте Пизано (Италия)

    - G. (C.) p. exiguus (Ellenberger, 1970)
- Subgenus G. (Grallator)
  - G. (G.) zvierzi Gierlinski, 1991
- G. andeolensis Gand, Vianey-Liaud, Demathieu, & Garric, 2000
- G. angustidigitus (Ellenberger, 1970)
- G. angustus (Ellenberger, 1974)
  - G. a. cursor Ellenberger, 1974
- G. cursorius Hitchcock, 1858 (ichnotype)
- G. cuneatus Hitchcock, 1858
- G. damanei Ellenberger, 1970
- G. deambulator (Ellenberger, 1970)
- G. digitigradus (Ellenberger, 1974)
- G. emeiensis Zhen, Li, Han & Yang, 1995
- G. formosus Hitchcock, 1858
- G. gracilis Hitchcock, 1865
- G. graciosus (Ellenberger, 1970)
- G. grancier (Courel & Demathieu, 2000)
- G. ingens (Ellenberger, 1970)
- G. kehli (Beurlen, 1950)
- G. kronbergeri (Rehnelt, 1959)
- G. lacunensis (Ellenberger, 1970)
- G. leribeensis (Ellenberger, 1970)
- G. limnosus Zhen, Li, & Rao, 1985
- G. madseni Irby, 1995
- G. magnificus (Ellenberger, 1970)
- G. matsiengensis Ellenberger, 1970
- G. maximus Lapparent & Monetnat, 1967
- G. minimus (Ellenberger, 1970)
- G. minor (Ellenberger, 1970)
- G. moeni (Beurlen, 1950)
- G. mokanametsongensis (Ellenberger, 1974)
- G. molapoi Ellenberger, 1974
- G. morijiensis (Ellenberger, 1970)
- G. moshoeshoei (Ellenberger, 1970)
- G. olonensis Lapparent & Monetnat, 1967
- G. palissyi (Gand, 1976)
- G. paulstris (Ellenberger, 1970)
- G. perriauxi (Demathieu & Grand, 1972)
- G. princeps (Ellenberger, 1970)
- G. protocrassidigitus (Ellenberger, 1970)
- G. rapidus (Ellenberger, 1974)
- G. romanovskyi (Gabunia & Kurbatov)
- G. quthingensis (Ellenberger, 1974)
- G. rectilineus (Ellenberger, 1970)
- G. sabinensis (Gand & Pellier, 1976)
- G. sassendorfensis (Kuhn, 1958)
- G. sauclierensis Demathieu & Sciau, 1992
- G. schlauersbachensis  (Weiss, 1934)
- G. socialis (Ellenberger, 1970)
- G. ssatoi Yabe, Inai, & Shikama, 1940
- G. tenuis Hitchcock, 1858
- G. toscanus (Huene, 1941)
- G. variabilis Lapparent & Monetnat, 1967